# Rivoluzione Liberatrice
La Rivoluzione Liberatrice (Revolución Libertadora in spagnolo) fu il nome dato alla dittatura militare che governò l'Argentina dopo aver rovesciato con un golpe militare il presidente costituzionale Juan Domingo Perón. Il colpo di Stato avvenne il 16 settembre 1955, sciogliendo il Congresso Nazionale e destituendo i membri della Corte Suprema. Il 1º maggio 1958, dopo quasi tre anni di potere, la dittatura passò il testimone a un presidente eletto, Arturo Frondizi, che verrà poi rovesciato quattro anni dopo da un altro golpe. 
A questa dittatura verrà attribuito, soprattutto dai peronisti, il soprannome di Rivoluzione Fucilatrice (Revolución Fusiladora), a causa dell'esecuzione nel 1956, per ordine del generale Pedro Eugenio Aramburu, capo della giunta, di più di trenta tra soldati e civili in seguito della rivolta fallita guidata dal generale Juan José Valle.
Il maggiore generale Eduardo Lonardi, alla guida del colpo di Stato del 1955, che prese il potere il 23 settembre, fu spodestato il 13 novembre dello stesso anno dal tenente generale Aramburu, in una rivoluzione di palazzo. Entrambi governarono come autorità suprema dello Stato, assumendo il titolo di Presidente della Nazione. Le due presidenze corrispondono anche ad altrettanti fasi distinte della Rivoluzione liberatrice, in cui predominano a turno le due ali antagoniste del potere militare: in primo luogo, l'ala nazionalista cattolica, guidata dallo stesso generale Lonardi, più propensa a negoziare con il peronismo, a stringere un patto con i sindacati e disposta a conservare gran parte delle conquiste sociali ottenute sotto i governi di Perón; poi, dopo il 13 novembre, la cosiddetta ala liberale, guidata dal vicepresidente, l'ammiraglio Isaac Rojas, animata da un radicale antiperonismo e caratterizzata dall'attuazione di una serie di politiche economiche conservatrici. In questa seconda fase il regime abbandonò la precedente politica di conciliazione, espressa nel motto "né vincitori né vinti", e adottò una linea dura contro il peronismo. Lo sciopero generale indetto dalla CGT all'indomani del colpo di Stato del 13 novembre fu duramente represso dal governo militare, che fece imprigionare più di 9 000 dirigenti sindacali.
Nel luglio 1957, nell'ambito della sua opera di de-peronizzazione, il generale Aramburu, oltre a ripristinare simbolicamente i vecchi toponimi e stabilimenti pubblici, che pochi anni prima erano stati ribattezzati con nomi peronisti, annullò per proclamazione la Costituzione argentina del 1949 e ripristinò quella del 1853. Poco dopo, sotto la sua supervisione e dopo elezioni restrittive, convocò un'Assemblea Costituente, che ratificò la decisione presa in precedenza, ma apportò due aggiunte alla vecchia Costituzione, in particolare l'articolo 14bis, che stabiliva i diritti sociali dei lavoratori.
Tuttavia, Aramburu non riuscì a contenere l'attività e la pressione del movimento giustizialista, la cosiddetta Resistenza peronista; in mezzo a una grave crisi economica, a ripetuti scioperi generali, alla repressione politica e al crescente malcontento per la mancanza di libertà civili e politiche, Aramburu indisse infine le elezioni per il febbraio 1958, che videro la vittoria del candidato dell'Unione Civica Radicale Arturo Frondizi.

## Storia

### Antefatti
L'approvazione nel 1912 della legge Sáenz Peña, che stabiliva il suffragio segreto e obbligatorio per tutti i cittadini maschi, portò all'elezione di quello che è considerato il primo presidente democraticamente eletto dell'Argentina, Hipólito Yrigoyen dell'Unione Civica Radicale (UCR). Il 6 settembre 1930, il secondo governo radicale di Yrigoyen fu rovesciato da un colpo di Stato militare, preludio del decennio infame. 

### Peron al governo
Nel giugno 1943 un gruppo di ufficiali intermedi delle Forze armate (GOU), nazionalisti e filo fascisti, miserono in atto un colpo di Stato per impedire l'elezione del filobritannico Patron Costas, chiamato Rivoluzione del '43.
Tra questi il colonnello Peron, che negli anni '30 aveva vissuto nell'Italia fascista. 
Perón, ministro del lavoro dal 1944, fondò e guidò un ampio movimento politico basato sul sindacalismo e il populismo, caratterizzato da una forte impronta sociale e noto come peronismo, o giustizialismo, per la sua enfasi sulla giustizia sociale. Allo stesso tempo, si formò un contro-movimento, chiamato anti-peronismo, composto dalle principali associazioni imprenditoriali, dalla maggior parte degli altri partiti politici esistenti e dalle associazioni studentesche, e originariamente coordinato dall'ambasciata statunitense in Argentina.
Il generale era stato rimosso dalla carica di ministro della guerra e vicepresidente e arrestato nell'ottobre 1945. Tuttavia, in seguito ad una vasta mobilitazione operaia il 17 ottobre 1945 fu rilasciato. Poco prima delle nuove elezioni del 1946, l'opposizione aveva nuovamente fomentato un colpo di Stato, che non riuscì a entrare in funzione.
Il 24 febbraio 1946 si tennero le elezioni libere, al termine delle quali Perón fu proclamato Presidente della Nazione argentina.
Lo scontro tra peronisti e antiperonisti durerà per tutti i due mandati presidenziali di Perón. 
Sotto il governo peronista (1946-1955), il confronto tra peronisti e antiperonisti raggiunse alti livelli di violenza. I ricercatori e gli accademici tendono, a seconda della loro vicinanza a una parte o all'altra, a mettere in evidenza un fatto piuttosto che un altro. In generale, i peronisti fanno riferimento a cospirazioni golpiste e ad atti terroristici compiuti dalle forze di opposizione, come il colpo di Stato del 1951, l'attentato di Plaza de Mayo del 15 aprile 1953, che uccise sei manifestanti peronisti e ne ferì altri 90, e il bombardamento di Plaza de Mayo del giugno 1955, in cui persero la vita 308 persone, oltre a un numero imprecisato di vittime non identificate a causa delle loro mutilazioni, e centinaia di feriti. Tra le vittime si registrarono 111 attivisti sindacali, di cui 23 donne e 6 minatori. Da parte loro, gli antiperonisti insistono sulle misure antidemocratiche adottate dal governo peronista, come la limitazione della libertà di espressione, la detenzione degli oppositori, l'uso della tortura da parte delle forze di polizia, il culto della personalità di Perón ed Eva, l'eccessivo potere dei sindacati, l'affiliazione forzata al Partito peronista e l'incendio delle chiese, tra le altre azioni.

### Il colpo di stato del 1955
Il 16 settembre 1955, il presidente costituzionale Perón fu deposto, il Congresso della Nazione sciolto e i governatori provinciali sospesi da un colpo di Stato militare. La rivolta, iniziata nella provincia di Córdoba, fu guidata dal generale Eduardo Lonardi e durò fino al 23 settembre. Durante la rivolta, Perón si dimise e accettò di trasferire il comando a una giunta militare. Il golpe fu sostenuto attivamente anche dai Comandi civili, da un importante settore della Chiesa cattolica, dal Regno Unito e da alcuni partiti politici, tra cui l'Unione Civica Radicale. Il grido di battaglia dei cospiratori era "Dios es justo" (Dio è giusto).
Il 23 settembre 1955 il generale Lonardi venne investito della Presidenza della Repubblica. Il nastro presidenziale gli fu consegnato dal cardinale di Rosario, Antonio Caggiano, che firmò anche l'atto di assunzione del potere. Le sue prime azioni furono lo scioglimento della legislatura, la destituzione dei membri della Corte Suprema di Giustizia e di tutti i governatori e le legislature provinciali e l'assunzione dei poteri legislativi ed esecutivi, attribuendosi il titolo di "Presidente". Nei giorni successivi, nominò per decreto i membri della Corte Suprema ed i commissari nelle varie province.

## Il breve governo di Lonardi
Lonardi governò solo per 52 giorni, prima di essere rovesciato dalla cosiddetta fazione "liberale" dei golpisti. Egli inoltre, soffriva di un cancro, i cui sintomi erano già evidenti all'inizio dell'insurrezione e che avrebbe posto fine alla sua vita nel marzo dell'anno successivo. Era stato il rappresentante di una fazione delle forze armate argentine, quella nazionalista cattolica, il cui obiettivo era rovesciare Perón, escluderlo dalla vita nazionale, e che voleva impedire il ritorno del peronismo al potere - almeno per il momento - ma che voleva evitare una repressione massiccia e non intendeva sospendere la Costituzione del 1949 e le leggi sociali introdotte dal governo peronista.
Dopo il golpe, Lonardi intendeva rimanere al potere solo per un breve periodo a causa della sua salute. Pensava di poter convincere la CGT ad accettare la nuova situazione e progettava semplicemente di riportare l'ordine nel paese, in modo che potesse riprendersi il più rapidamente possibile da quella che considerava una "tirannia". Questa intenzione si rifletteva nel motto pronunciato al momento dell'assunzione del potere: "né vincitori né vinti", una frase presa in prestito da Justo José de Urquiza, che divenne una delle formule politiche più famose della storia argentina.
Lonardi istituì un governo composto dai seguenti ministri:
- Ministro dell'Aeronautica: Commodoro Julio César Krause.
- Ministro dell'Agricoltura e dell'Allevamento: Alberto Mercier.
- Ministro dell'Assistenza sociale: Ernesto Rottger.
- Ministro del Commercio: César Augusto Bunge.
- Ministro delle Comunicazioni: Luis María Ygartúa.
- Ministro dell'Istruzione: Atilio Dell'Oro Maini.
- Ministro dell'Esercito: Justo León Bengoa (sostituito da Arturo Osorio Arana).
- Ministro delle Finanze: Julio Alizón García
- Ministro dell'Economia: Eugenio Folcini
- Ministro dell'Industria: Horacio Morixe
- Ministro dell'Interno e della Giustizia: Eduardo Busso
- Ministro della Marina: Generale Teodoro Hartung
- Ministro dei Lavori Pubblici: José Blas Paladino
- Ministro degli Affari Esteri e del Culto: Mario Amadeo
- Ministro del Lavoro: Luis B. Cerruti Costa
- Ministro dei Trasporti: Juan José Uranga

Verso la fine della sua Presidenza, Lonardi divise in due i ministeri dell'Interno e della Giustizia, con le dimissioni del ministro Busso; il 12 novembre, Luis María de Pablo Pardo entrò in carica come ministro dell'Interno e Julio Velar de Irigoyen come ministro della Giustizia.
Alle altre forze che, insieme a frange del nazionalismo cattolico, avevano contribuito alla rivoluzione, furono assegnati alcuni incarichi minori all'interno dello Stato. Nel Ministero degli Interni, i Democratici Progressisti riuscirono a esercitare una certa influenza e uno dei loro leader, il dottor Sebastián Soler, fu nominato Procuratore Generale della Nazione, mentre nel Ministero della Marina c'erano rappresentanti del socialismo, in particolare Américo Ghioldi.

### Lotte interne e rivoluzione di palazzo
Non appena Lonardi s'insediò, emersero dissensi tra le due ali del governo militare.
L'ala nazionalista cattolica, guidata dallo stesso generale Lonardi, più incline a negoziare con il peronismo e disposta a conservare gran parte delle conquiste sociali ottenute sotto i governi di Perón. La cosiddetta ala liberale, guidata dal vicepresidente, l'ammiraglio Isaac Rojas, era animata invece da un radicale antiperonismo e progettava di sradicare totalmente il peronismo dalla vita politica e sindacale argentina, di annullare le misure sociali e la legislazione sul lavoro adottate sotto il governo peronista e di attuare una politica economica guidata dagli economisti più conservatori.
Durante questo primo periodo della Rivoluzione Liberatrice, il peronismo cercò di manovrare approfittando dei dissensi tra le due correnti del nuovo potere, per ottenere vantaggi e guadagnare tempo per riorganizzarsi intorno al movimento sindacale, motivo per cui questa fase della rivoluzione sarà conosciuta come l'entente cordiale11.
Il 5 ottobre, la dirigenza della Confederazione Generale del Lavoro si dimise e Andrés Framini e Luis Natalini del sindacato Luz y Fuerza assunsero la leadership provvisoria. I sindacalisti negoziarono con il regime militare attraverso il ministro del Lavoro Luis Cerruti Costa, cristiano-sociale e avvocato del sindacato dei metalmeccanici, che era stato peronista fino al 1947. Il giorno dopo aver assunto la guida della CGT, Framini e Natalini firmarono un patto formale con il ministro Cerruti Costa, in base al quale il governo riconobbe le autorità della CGT e si impegnò a inviare dei commissari imparziali presso i sindacati, dove si sarebbero tenute elezioni democratiche entro 120 giorni. Da parte sua, la CGT accettò di fare alcune concessioni, come la cancellazione dal preambolo dell'articolo che stabiliva il peronismo come dottrina ufficiale e l'abolizione del 17 ottobre come giorno festivo.
Alla fine di ottobre del 1955, le tensioni aumentarono. Il peronismo cominciò a riorganizzarsi e a recuperare la sua capacità di azione, riuscendo a provocare un coro di fischi alla presenza del vicepresidente de facto Rojas, in occasione di una visita di quest'ultimo all'ippodromo di San Isidro, nella periferia nord di Buenos Aires, coro che cessò dopo pochi minuti, quando gli aerei della Marina cominciarono a volare a bassa quota sopra le tribune.
Da parte sua, la CGT aumentò le pressioni sul governo affinché si astenesse dall'intervenire nella situazione interna dei sindacati e cercò di imporre una dirigenza che non fosse né peronista né antiperonista. Il 26 ottobre, in un incontro con il ministro Cerruti Costa, la CGT gli intimò di smettere di sostenere i gruppi rivali, minacciando di proclamare uno sciopero generale. Cerruti Costa respinse la richiesta del sindacato e due giorni dopo emanò nuove regole per la "normalizzazione sindacale", che hanno di fatto annullato l'accordo firmato con la CGT. Le nuove norme sancivano la fine dei mandati della CGT, la decadenza dei dirigenti sindacali e l'indizione di nuove elezioni sindacali debitamente monitorate dalle forze armate.
Di fronte all'atteggiamento offensivo mostrato dal peronismo attraverso la CGT, i settori liberali del regime militare si mossero per conquistare una maggiore quota di potere. Il 1º novembre, la Marina si impegnò a occupare il Ministero del Lavoro per avviare la repressione contro i sindacalisti peronisti. Cerruti Costa, tuttavia, resistette alle pressioni e, con l'appoggio di Lonardi, ottenne un nuovo patto con la CGT, in base al quale le autorità della centrale sindacale sarebbero state nuovamente riconosciute e gli intervenienti sindacali incaricati di realizzare la normalizzazione sarebbero stati designati di comune accordo.
L'ala liberale delle forze armate riprese l'iniziativa l'11 novembre 1955, quando il governo militare istituì una Commissione Consultiva Nazionale (Junta Consultiva Nacional), la cui creazione era stata ordinata per decreto il 28 ottobre, presieduta dall'ammiraglio Rojas e composta da personalità politiche di spicco nominate dalla maggior parte dei partiti anti-peronisti. La commissione comprendeva quattro membri dell'UCR (Oscar Alende, Juan Gauna, Oscar López Serrot e Miguel Ángel Zavala Ortiz), quattro del Partito Socialista (Alicia Moreau de Justo, Américo Ghioldi, Ramón Muñiz e Nicolás Repetto), quattro del Partito Democratico Nazionale (José Aguirre Cámara, Rodolfo Coromina Segura, Adolfo Mugica e Reinaldo Pastor), quattro del Partito Democratico Progressista (Juan José Díaz Arana, Julio Argentino Noble, Horacio Thedy e Luciano Molinas), due del Partito Democratico Cristiano (Manuel Ordóñez e Rodolfo Martínez) e due dell'Unione Federale nazionalista (Enrique Arrioti e Horacio Storni).
Considerandolo un potere legislativo, il governo militare decise che il Comitato consultivo si sarebbe riunito nell'edificio del Congresso nazionale e, interpretando in modo estensivo la Costituzione del 1949 (in particolare l'articolo 50, secondo il quale il vicepresidente della Nazione è anche presidente del Senato), ritenne che dovesse essere presieduto dall'ammiraglio Rojas, in qualità di vicepresidente de facto. Circa 300 ospiti speciali parteciparono alla prima sessione del Comitato e un dipinto dell'Assemblea Costituente del 1853 fu collocato nel salone.
La composizione del Comitato consultivo fu tale da determinare la predominanza della fazione liberale e di una linea radicale anti-peronista nel governo militare. 
Il 13 novembre 1955, un golpe interno al governo rimosse il generale Lonardi dal potere e insediò un liberale come nuovo presidente de facto, il generale Pedro Eugenio Aramburu. Il giorno successivo, il governo militare emise tre comunicati firmati da Aramburu per informare i motivi della rimozione di Lonardi. Il primo comunicato si limitava a informare che Lonardi era stato rimosso dalla carica; il secondo affermava che Lonardi era stato deposto a causa della "presenza di gruppi che orientavano la sua politica verso un estremismo totalitario incompatibile con le convinzioni democratiche della Rivoluzione Liberatrice"; e il terzo specificava ulteriormente queste ragioni accusando il gruppo di Lonardi di "rifugiarsi dietro la bandiera della religione cattolica".
Questo è bastato a raffreddare tutti i militanti che avevano preso parte alla rivoluzione. Il decreto legge n.4161 del 1956 - che proibiva la semplice menzione dei nomi di Juan Perón ed Eva Duarte, qualsiasi accenno all'ideologia peronista, l'esposizione dello stemma giustizialista o il canto della Marcia Peronista - trasmetteva una politica opposta allo spirito di pacificazione nei confronti dei peronisti portato avanti dal motto lonardiano "né vincitori né vinti".

### Il governo di Aramburu
Aramburu assunse la presidenza de facto il 13 novembre 1955, mentre l'ammiraglio Rojas, leader dell'ala liberale, continuò a ricoprire la carica di vicepresidente. Questo segnò l'inizio di una nuova fase della dittatura militare, caratterizzata essenzialmente dall'adozione di una linea dura contro il peronismo.
Immediatamente, la CGT proclamò uno sciopero generale per il 15, 16 e 17 novembre. Lo stesso giorno, il governo militare imprigionò più di 9 000 dirigenti sindacali, tra cui Framini e Natalini. Lo sciopero ebbe seguito solo in alcune zone operaie come Avellaneda, Berisso e Rosario, e fu revocato il giorno successivo. La CGT e la maggior parte degli altri sindacati furono commissariati dai militari.

#### Politica interna
Rispetto al governo precedente, sono stati apportati cambiamenti sostanziali nella composizione del nuovo governo, al quale hanno aderito personalità diverse, dai membri della destra liberale ai socialisti.
A capo del Ministero dell'Interno furono posti due radicali: Laureano Landaburu e Carlos Alconada Aramburú. Anche i ministri dell'Istruzione (Acdel Salas) e del Lavoro (Horacio Aguirre Legarreta, un frondizista) provenivano dal partito radicale.
La politica di de-peronizzazione fu ulteriormente ampliata e si decise di sciogliere il Partito Giustizialista e di esautorare i suoi principali dirigenti. Inoltre, su iniziativa della Commissione generale d'inchiesta, furono avviate indagini su presunte irregolarità verificatesi durante la presidenza di Perón.
I sindacati e la CGT furono commissariati e più di 9 000 dirigenti sindacali furono imprigionati dopo lo sciopero generale del 14 novembre 1955. Il governo militare emanò il decreto 3855/55 che scioglieva il Partito Peronista e poi, il 5 marzo 1956, il decreto 4161 "che proibisce elementi di affermazione o propaganda ideologica peronista", che arrivava a vietare la semplice menzione del nome di Perón e puniva i trasgressori con una pena fino a sei anni di carcere. Questo segna l'inizio di un lungo periodo di proscrizione del peronismo dalla vita militare, pubblica e scolastica, che durerà fino al 1973, dando vita a un movimento di opposizione, spesso clandestino, noto come Resistenza peronista.
Il 25 maggio 1957 alcuni agenti inviati da Aramburu tentarono di assassinare Perón in Venezuela, dove aveva trovato rifugio, facendo esplodere la sua auto, senza però riuscirvi. In risposta, il dittatore venezuelano Marcos Pérez Jiménez, che aveva concesso asilo a Perón, ordinò l'espulsione dell'ambasciatore argentino, il generale di brigata Carlos Severo Toranzo Montero, fatto che portò alla rottura delle relazioni diplomatiche tra i due Paesi.
Quando Aramburu prese in considerazione la possibilità di revocare il divieto del peronismo nel 1957, dovette affrontare una dura contrapposizione da parte del suo vicepresidente Rojas, che si oppose aspramente. La misura era stata proposta dal presidente e dal ministro degli Interni Alconada Aramburú. Inoltre, Aramburú propose di continuare la Rivoluzione senza l'appoggio della Marina, anche se ciò appariva impossibile nella pratica, dato che la Marina era il più omogeneo e solido tra le armi che avevano partecipato al colpo di Stato.

#### Abrogazione della Costituzione e riforma del 1957
Una delle decisioni del generale Aramburu fu l'abrogazione della riforma costituzionale approvata nel 1949, con un proclama del 27 aprile 1956, che ripristinava il testo della Costituzione del 1853 (senza escludere le successive riforme costituzionali del 1860, 1866 e 1898).
Questa decisione fu contestata da diversi settori della società, a causa dell'impossibilità giuridica di accettare che un presidente militare de facto potesse abolire una costituzione per imporne un'altra. L'abrogazione della Costituzione da parte di una dittatura militare ha provocato una crisi nella Corte Suprema che, pur ammettendo una certa legittimità del regime in base alla dottrina dei governi de facto, diede anche per scontato che tale regime potesse essere solo provvisorio e dovesse mantenere la Costituzione come norma politica suprema. La crisi portò così alle dimissioni di uno dei cinque membri della Corte Suprema di Giustizia, Jorge Vera Vallejo.
Dopo accese discussioni su come risolvere la questione, il governo militare decise di convocare una Convenzione costituente che avrebbe approvato la riforma costituzionale. A tal fine, si decise che i membri della Convenzione sarebbero stati scelti attraverso elezioni alle quali il Partito Peronista non avrebbe potuto partecipare.
Le elezioni si tennero il 28 luglio 1957 e il voto bianco, richiesto dal Partito Peronista, ebbe la meglio. I partiti politici che avevano sostenuto la riforma costituzionale (UCRP, PS, PDC, PDP, PDC e PCI) ottennero complessivamente 120 seggi, mentre i partiti contrari alla riforma (UCRI, PL, PdelosT, UF) ne ottennero solamente 85. Da quel momento in poi, quest'ultima si sarebbe rivolta alla Convenzione costituente solo per dimostrare la sua illegittimità.
Nella sua prima sessione, la Convenzione Costituente riunita ha convalidato la decisione del governo militare di dichiarare nulla la Costituzione del 1949 e di ripristinare quella del 1853, con gli emendamenti del 1860, 1866 e 1898. Quando poi la Convenzione si è mossa per includere nel testo costituzionale i diritti umani di seconda generazione (cioè i diritti sociali e del lavoro) e una serie di diritti per rendere l'economia più socialmente orientata, le fazioni conservatrici, che erano in grado di impedire il raggiungimento del quorum della Convenzione, soprattutto per l'assenza dei rappresentanti dell'UCRI, si sono ritirate per impedire l'adozione di questi emendamenti. Tuttavia, l'ala sinistra dell'Unione Civica Radicale del Popolo, guidata dal suo presidente Crisólogo Larralde, fece pressioni sui delegati del partito affinché non abbandonassero le riunioni, in modo tale da approvare l'inclusione dell'articolo 14bis, sui diritti dei lavoratori, la libertà sindacale e la sicurezza sociale, nel testo costituzionale.
Tuttavia, subito dopo il voto sull'articolo 14bis, i membri conservatori della Convenzione e alcuni di quelli radicali smisero di partecipare all'Assemblea, cosicché la Convenzione non poté discutere il lungo elenco di emendamenti proposti, poiché era più possibile raggiungere il quorum. Di conseguenza, la Convenzione si concluse in modo informale, un risultato che è stato aspramente criticato in tutto il panorama politico.
Rispetto alla Costituzione del 1949, la riforma costituzionale del 1957 ha apportato alcune importanti aggiunte e cancellazioni:
Aggiunte: diritto di sciopero; mobilità salariale; partecipazione ai profitti delle imprese, con controllo della produzione e collaborazione alla gestione; protezione contro i licenziamenti arbitrari; stabilità del dipendente pubblico; organizzazione libera e democratica dei sindacati mediante semplice iscrizione a un registro speciale; diritto dei sindacati a negoziare contratti collettivi; garanzie per i rappresentanti sindacali; carattere pubblico della sicurezza sociale; partecipazione dei lavoratori agli organismi di sicurezza sociale. Tutte queste aggiunte sono incluse nell'articolo 14bis.
Soppressioni: diritto di riunione (art. 26); divieto di discriminazione razziale (art. 28); diritto al lavoro (art. 37, I); diritto alla formazione professionale (art. 37, I); diritto alla tutela della salute (art. 37, I); diritto alla cura della madre e del bambino da parte dello Stato; uguaglianza giuridica tra uomo e donna nel matrimonio (art. 37, II); potestà genitoriale condivisa (patria potestà condivisa, art. 37, II). 37, II); diritti degli anziani (art. 37, III); istruzione primaria gratuita e obbligatoria (art. 37, IV); autonomia delle università (art. 37, IV); funzione sociale del diritto di proprietà (art. 38); nazionalizzazione del commercio estero (art. 40); nazionalizzazione delle risorse minerarie ed energetiche (art. 40); nazionalizzazione dei servizi pubblici (art. 40); elezione diretta (artt. 42, 47 e 82).

#### Sollevazione peronista e ritorno alle elezioni
La sera del 9 giugno 1956 scoppiò un'insurrezione civico-militare peronista contro il governo di Aramburu, guidata dal generale Juan José Valle, con l'appoggio del generale Raúl Tanco e dei leader sindacali peronisti Andrés Framini e Armando Cabo. Il movimento insurrezionale era stato però infiltrato e il governo militare, che era a conoscenza della cospirazione, poté rapidamente reprimerlo. L'unico luogo in cui ottenne un certo successo fu la città di Santa Rosa, dove le truppe ribelli e i civili sotto il comando del colonnello Adolfo Philippeaux riuscirono a trasmettere un comunicato in una stazione radio, anche se dovettero fuggire frettolosamente. Gli insorti uccisero tre persone, mentre nelle loro file contarono due morti; senza contare le successive esecuzioni.
La ribellione portò successivamente all'esecuzione di 32 tra civili e soldati, un'azione repressiva senza precedenti nella storia argentina. La decisione di sparare al generale Valle fu un ordine diretto dell'ammiraglio Rojas.
Tuttavia, queste esecuzioni furono segnate da una serie di irregolarità, come l'applicazione retroattiva della legge marziale, i verdetti scritti in anticipo e l'inesistenza di un registro dei giudizi sommari e degli ordini di esecuzione. Ci furono anche esecuzioni clandestine di civili in una discarica di José León Suárez, che furono tenute segrete dal governo, fino a quando il giornalista Rodolfo Walsh portò alla luce questi fatti in un libro diventato cult, Operazione Massacro, pubblicato nel 1957. Un altro atto palesemente illegale fu l'assalto all'ambasciata di Haiti da parte di un commando che, violando le regole dell'asilo diplomatico, arrestò gli insorti che vi si erano rifugiati, tra i quali figurava il generale Tanco. Dopo le proteste dell'ambasciatore haitiano i detenuti furono rilasciati e riportati nella sede diplomatica.
Il 1º maggio 1958, dopo quasi tre anni di potere, la dittatura passò il testimone. Le elezioni si svolsero con il Partito Peronista fuorilegge, l'ex presidente Perón proscritto, così come i leader che avevano aderito a quella corrente politica.
Il presidente eletto, il radicale Arturo Frondizi, verrà poi rovesciato quattro anni dopo da un altro golpe.

### Legislazione del lavoro
Nel campo del diritto del lavoro, il regime approvò gli assegni familiari per i dipendenti del commercio e per i lavoratori dell'industria. Inoltre, è stato adottato il primo regolamento specifico per il lavoro domestico, che concede ai dipendenti di questo settore l'indennità di licenziamento e impone orari di lavoro regolamentati, ferie retribuite, congedi per malattia, standard di condizioni di lavoro, ecc. L'importo dell'indennizzo per gli infortuni sul lavoro è stato portato a 30 000 pesos. Il regime ha anche approvato l'introduzione di un sistema di sicurezza sociale per i lavoratori del settore domestico.

### Politiche economiche
In campo economico, l'Argentina aderì al Fondo Monetario Internazionale e alla Banca Mondiale. Furono intraprese e completate numerose opere pubbliche, come la centrale termica di San Nicolás de los Arroyos, nel nord-ovest della provincia di Buenos Aires, nel 1957, e fu stimolata l'industrializzazione della Patagonia.
Il 4 dicembre 1956 fu fondato l'Instituto Nacional de Tecnología Agropecuaria (INTA) con il Decreto Legge 21.680/56 con l'obiettivo di "stimolare, rafforzare e coordinare lo sviluppo della ricerca e dell'espansione agricola e accelerare, con i risultati di queste funzioni fondamentali, la tecnicizzazione e il miglioramento dell'attività agricola e della vita rurale".

### Politiche culturali ed educative
Nell'ambito della sua politica generale di proscrizione del peronismo, la dittatura militare represse sistematicamente l'espressione delle idee derivanti da questa dottrina. La pubblicazione di organi di stampa come le riviste De Frente e Palabra Argentina fu vietata. Il direttore di quest'ultima, Alejandro Olmos, fu imprigionato il 9 giugno 1957.
Tutti i nomi che facevano riferimento al peronismo, come Eva Perón, Juan Domingo Perón, 26 de julio (data di morte di Eva Perón), 8 de octubre (compleanno di Perón), 7 de mayo (compleanno di Eva Perón) e 17 de octubre (Festa della Lealtà), tra gli altri, che erano stati utilizzati per denominare strade, piazze, stazioni della metropolitana (la stazione del Presidente Perón è tornata al suo precedente nome di Retiro), stazioni ferroviarie, municipi, scuole, ospedali e altre strutture pubbliche, sono stati rimossi. Allo stesso modo, furono cambiati i nomi delle province di Eva Perón (che tornò al suo precedente nome di La Pampa) e Presidente Perón (ribattezzata Chaco), mentre Ciudad Eva Perón tornò al suo nome originario di La Plata. I busti di Eva Perón e Juan Perón, che ornavano molti luoghi e strutture pubbliche (piazze, ospedali, scuole, ecc.), furono tutti rimossi.
Per quanto riguarda le università, la Rivoluzione Liberatrice, rinunciando alla volontà di ripristinare il passato pre-peronista, tornò all'autonomia delle università dallo Stato, con la cogestione degli studenti e l'indipendenza nell'uso delle risorse e nella nomina dei professori, con l'obiettivo di dare un impulso modernizzatore. Il socialista José Luis Romero, scelto tra una terna proposta dalla Federazione universitaria di Buenos Aires, fu nominato rettore dell'Università di Buenos Aires. Lo scrittore Jorge Luis Borges fu invece nominato direttore della Biblioteca Nazionale.
D'altra parte, nel gennaio 1956, il governo creò per decreto l'Università Nazionale del Sud (UNS) nella città di Bahía Blanca, situata nel sud della provincia di Buenos Aires. Su iniziativa di Atilio Dell'Oro Maini, è stata affrontata anche la situazione delle accademie nazionali esistenti nel Paese. Il peronismo, irritato dal rifiuto dell'Accademia argentina delle lettere di candidare Eva Perón al Premio Nobel per la letteratura, aveva infatti privato gli accademici del diritto di eleggere i propri membri e dirigenti. Il ministro fece approvare un decreto legge, mantenuto invariato dai governi successivi, che concedeva loro l'autonomia accademica, con il divieto per il governo di intervenire nel loro funzionamento o nella scelta delle loro autorità, anche se le accademie dovevano rendere conto dell'uso dei fondi versati dallo Stato per il loro finanziamento.
Mentre si privilegiavano le università nazionali tradizionali, il governo militare perseguì una politica di definizione dell'Università Nazionale dei Lavoratori (Universidad Obrera Nacional, UON), fondata sotto il governo di Perón, con il chiaro intento di trasformarla in un'istituzione educativa non universitaria. Gli studenti della UON, tuttavia, si organizzarono per chiedere lo stesso status e riconoscimento delle altre università e chiamarono la loro istituzione Università Tecnologica Nazionale, nome che alla fine fu adottato ufficialmente quando la scuola fu riconosciuta e istituita come università nel 1959 sotto la presidenza di Arturo Frondizi.
Nel campo della ricerca scientifica, il governo militare ha provveduto a riorganizzare il Consiglio Nazionale per la Ricerca Tecnica e Scientifica (CONITYC), rinominandolo Consiglio Nazionale per la Ricerca Scientifica e Tecnica (CONICET) e ponendo alla sua guida il premio Nobel Bernardo Houssay.
Nel 1957 fu approvata per decreto la cosiddetta "Legge sul cinema", che istituì il primo ente specializzato in materia, l'Istituto Nazionale di Cinematografia (INC), predecessore dell'attuale Istituto Nazionale del Cinema e delle Arti Audiovisive (INCAA).
Durante il governo de facto di Aramburu, fu riaperto il principale teatro ebraico di Buenos Aires, l'IFT (Idisher Folks Theater). Isidro Odena, sebbene fosse noto per le sue posizioni ideologiche di sinistra, fu nominato direttore nazionale delle trasmissioni. Fu inoltre creato il Fondo Nazionale delle Arti, di cui Victoria Ocampo è stata la prima direttrice.

### Relazioni con l'estero
In politica estera, il governo de facto di Aramburu ha combattuto una dura battaglia contro il dittatore paraguaiano Alfredo Stroessner, per ragioni sia geopolitiche che ideologiche. Il socialista Alfredo Palacios venne nominato ambasciatore in Uruguay.
Il 25 maggio 1957, agenti della dittatura militare argentina tentarono di assassinare Perón a Caracas, il che indusse il dittatore venezuelano Marcos Pérez Jiménez a espellere l'ambasciatore argentino allora in carica, il generale Carlos Toranzo Montero, e provocò una rottura delle relazioni diplomatiche tra i due Paesi.
Nel 1958, per contrastare l'influenza del Brasile sul regime del generale Stroessner, il regime di Aramburu finanziò, addestrò e sostenne un commando militare che invase il Paraguay dal territorio argentino e attaccò la città di Coronel Bogado il 1º aprile, uccidendo un numero imprecisato di cittadini paraguaiani. Il Paraguay denunciò l'aggressione argentina all'Organizzazione degli Stati Americani e la crisi che ne derivò portò Argentina e Brasile sull'orlo della guerra.

### Il rapimento di Aramburu del 1970
Il movimento peronista, ma anche altri settori dell'opinione pubblica argentina, usarono il termine "Rivoluzione Fucilatrice" per riferirsi alla Rivoluzione Liberatrice, in allusione alle esecuzioni del 1956, perpetrate in seguito alla fallita insurrezione del generale Valle. 
Nel 1970, Aramburu fu rapito dai Montoneros, un gruppo di guerriglieri di orientamento cattolico, peronista e di sinistra, e sottoposto a quello che l'organizzazione definì un "processo rivoluzionario", in cui l'ex-dittatore non poté difendersi e il cui verdetto era già stato stabilito in anticipo. Secondo la versione dei Montoneros, l'ex-presidente de facto era stato riconosciuto colpevole di "108 crimini di tradimento contro il Paese e dell'omicidio di 27 argentini", accusa quest'ultima che si riferisce alle esecuzioni ordinate all'indomani della ribellione del generale Valle. Il "Tribunale rivoluzionario di giustizia" condannò il generale Aramburu alla pena capitale, che fu eseguita con un colpo di pistola da Fernando Abal Medina il 1º giugno dello stesso anno. Alcuni storici hanno sostenuto che le cause della morte dell'ex dittatore sono più complesse e non estranee alle circostanze politiche in cui agiva il governo militare di Juan Carlos Onganía, contro il quale il generale Aramburu era impegnato a costruire un'opposizione che avrebbe portato a un risultato elettorale.

### La Rivoluzione Liberatrice e la contrapposizione peronismo-antiperonismo
Gli accesi dibattiti sulla Rivoluzione Liberatrice e sulla sua giustificazione storica fanno parte dell'antagonismo tra peronismo e antiperonismo. Storicamente, peronisti e antiperonisti si sono accusati a vicenda di non procedere in modo democratico: il peronismo ha sottolineato la partecipazione di politici non peronisti o antiperonisti a complotti, azioni terroristiche e tentativi di colpo di Stato, mentre gli antiperonisti e alcuni non peronisti hanno definito autoritarie alcune azioni del governo di Perón, alcune misure relative ai media e alcuni atti repressivi.
Tuttavia, dopo l'instaurazione definitiva della democrazia il 10 dicembre 1983, questi dibattiti sono gradualmente diminuiti. I governi democratici che si sono succeduti da allora tendono a non concedere la legittimità storica a nessuno dei governi militari, ad eccezione della Rivoluzione liberatrice, e si sono astenuti dallo scegliere i nomi dei loro governanti de facto per strade, edifici, piazze e altri spazi pubblici, nonché dall'organizzare cerimonie commemorative per i relativi colpi di Stato, e hanno anche sostenuto iniziative per de-nominare gli spazi pubblici che portavano tali nomi. Al contrario, i nomi di personalità appartenenti al governo peronista rovesciato nel 1955, tra cui quello dello stesso presidente Perón, sono stati utilizzati per denominare vari luoghi pubblici.
Nell'ambito di questo processo, il tratto di autostrada della strada nazionale 9 che collega le città di Rosario e San Nicolás de los Arroyos, che nel 1979, durante la dittatura del Processo di Riorganizzazione Nazionale, fu intitolata a Pedro Eugenio Aramburu. Nel 2005, il Consiglio comunale di Rosario ha approvato una risoluzione che rinomina l'autostrada Juan José Valle. Poco dopo, nello stesso anno, i consigli comunali di San Nicolás de los Arroyos e Villa Constitución fecero lo stesso. Nel 2006, il senatore giustizialista ed ex governatore della provincia di Santa Fe, Carlos Reutemann, e la senatrice Roxana Latorre hanno presentato una proposta di legge per intitolare l'intera lunghezza della Strada Nazionale 9 a Juan José Valle, approvata prima dalla Camera dei Deputati l'11 aprile 2007 e poi all'unanimità dalla Camera dei Deputati il 10 giugno 2008. Nel 2008, nella città di San Nicolás de los Arroyos è stato eretto un monumento alla memoria di Juan José Valle.
Nel 2008, davanti alla Casa Rosada è stato eretto un monumento in memoria delle vittime del bombardamento di Plaza de Mayo del 1955.
Dal golpe del 1955, il termine "gorilla" è stato usato per indicare i civili e i soldati anti-peronisti. Il termine, preso in prestito da uno sketch privo di connotazioni politiche del comico Aldo Cammarota, aveva inizialmente un'accezione favorevole ai militari e ai civili che avevano cospirato per rovesciare Perón, ma col tempo ha assunto un'accezione peggiorativa.